# Stockhausen (Grünberg)
Stockhausen ist ein Stadtteil von Grünberg im mittelhessischen Landkreis Gießen. Der Ort liegt 5 km östlich von Grünberg im Vorderen Vogelsberg am Seenbach. Durch den Ort führt die Bundesstraße 276. Der Ort hatte einen Bahnhof an der Bahnstrecke Friedberg–Mücke, die von 1903 bis 1968 betrieben wurde.

## Ortsgeschichte

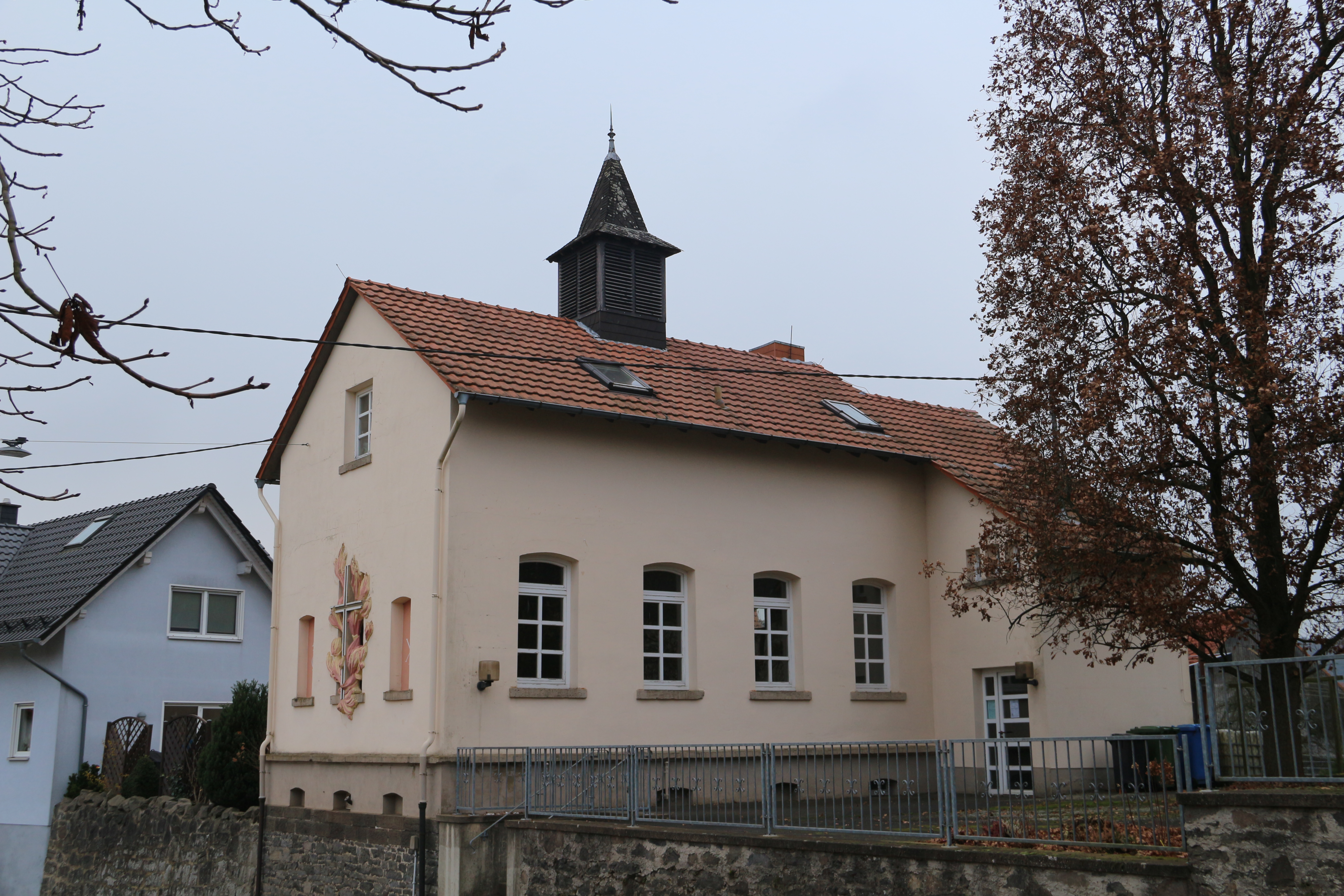
Evangelische Kirche

### Mittelalter
Die älteste Ersterwähnung des Orts erfolgte im Jahr 1340 als „Stoghusin“. Die Urkunde lautet: „unsir burg und dorf laupach und die dorfere und gerichte, die darzuo gehorent: ... Flensingen, Guntherskirchen, Stoghusin, Osilsdorf, Aeinhartshausen... .“
Als Zubehör von Dorf und Burg Laubach gelangte damals Stockhausen von den Herren zu Hanau von Ulrich IV. in den Besitz des Falkensteiner, Philipp VI. (Falkenstein), auch Philipp der Ältere genannt, dessen Familie Stockhausen zunächst als Lehen der Abtei Hersfeld empfangen hatte. Gegen Ende des 14. Jahrhunderts befand sich das Dorf in landgräflichem Besitz. Stockhausen zählte also zu den Dörfern und Gerichten, welche zu Burg und Dorf Laubach gehörten.
1356 wird in einer Urkunde ein Hof zu „Stuochuosen“ erwähnt: „der hoip czuo Stuochuosen“.
Der Ortsname leitet sich von dem mhd. Wort „stoc(k)“ ab, welches „Baumstumpf“ oder „Wurzelstock“ bedeutet. Demnach wurde die Siedlung nach Wurzelstöcken benannt, welche nach der Rodung stehengeblieben waren.

### Neuzeit
Die Statistisch-topographisch-historische Beschreibung des Großherzogthums Hessen berichtet 1830 über Stockhausen:

„Stockhausen (L. Bez. Grünberg) evangel. Filialdorf; liegt 1 St. von Grünberg, hat 36 Häuser und 207 Einwohner, die außer 1 Katholiken evangelisch sind und die größtentheils zum Bauernstand gehören.“

Von 1874 bis 1942 wurde in Stockhausen Eisenerz abgebaut. Die 1890 errichtete Schule wurde 1982 zur Kirche umgebaut. Von 1903 bis 1959 hatte Stockhausen einen Bahnanschluss an der Bahnstrecke Friedberg–Mücke, die heute stillgelegt ist; bereits 1945 wurde das Personal von diesem Haltepunkt abgezogen.
Hessische Gebietsreform (1970–1977)
Im Zuge der Gebietsreform in Hessen wurde die bis dahin selbständige Gemeinde Stockhausen zum 31. Dezember 1970 auf freiwilliger Basis in die Stadt Grünberg eingemeindet. Für Stockhausen, sowie für alle ehemals eigenständigen Gemeinden von Grünberg und die Kernstadt wurde je ein Ortsbezirk gebildet.

### Verwaltungsgeschichte im Überblick
Die folgende Liste zeigt die Staaten und Verwaltungseinheiten, denen Stockhausen angehört(e):

- 1391 und später: Heiliges Römisches Reich, Landgrafschaft Hessen, Amt Grünberg
- ab 1567: Heiliges Römisches Reich, Landgrafschaft Hessen-Marburg, Amt Grünberg[13]
- 1604–1648: Heiliges Römisches Reich, strittig zwischen Landgrafschaft Hessen-Darmstadt und Landgrafschaft Hessen-Kassel (Hessenkrieg)
- ab 1604: Heiliges Römisches Reich, Landgrafschaft Hessen-Darmstadt, Oberfürstentum Hessen, Amt Grünberg,[14]
- ab 1806: Großherzogtum Hessen,[Anm. 2] Fürstentum Ober-Hessen, Amt Grünberg[15][16]
- ab 1815: Großherzogtum Hessen, Provinz Oberhessen, Amt Grünberg[17]
- ab 1821: Großherzogtum Hessen, Provinz Oberhessen, Landratsbezirk Grünberg[Anm. 3]
- ab 1832: Großherzogtum Hessen, Provinz Oberhessen, Kreis Grünberg
- ab 1848: Großherzogtum Hessen, Regierungsbezirk Gießen
- ab 1852: Großherzogtum Hessen, Provinz Oberhessen, Kreis Grünberg
- ab 1867: Norddeutscher Bund,[Anm. 4] Großherzogtum Hessen, Provinz Oberhessen, Kreis Grünberg
- ab 1871: Deutsches Reich, Großherzogtum Hessen, Provinz Oberhessen, Kreis Grünberg
- ab 1874: Deutsches Reich, Großherzogtum Hessen, Provinz Oberhessen, Kreis Gießen
- ab 1918: Deutsches Reich (Weimarer Republik), Volksstaat Hessen, Provinz Oberhessen, Kreis Gießen
- ab 1938: Deutsches Reich, Volksstaat Hessen, Landkreis Gießen[18][Anm. 5]
- ab 1945: Amerikanische Besatzungszone, Groß-Hessen, Regierungsbezirk Darmstadt, Landkreis Gießen
- ab 1946: Amerikanische Besatzungszone,[Anm. 6] Hessen, Regierungsbezirk Darmstadt, Landkreis Gießen
- ab 1949: Bundesrepublik Deutschland, Hessen, Regierungsbezirk Darmstadt, Landkreis Gießen
- ab 1971: Bundesrepublik Deutschland, Hessen, Regierungsbezirk Darmstadt, Landkreis Gießen, Stadt Grünberg[Anm. 7]
- ab 1977: Bundesrepublik Deutschland, Hessen, Regierungsbezirk Darmstadt, Lahn-Dill-Kreis, Stadt Grünberg
- ab 1979: Bundesrepublik Deutschland, Hessen, Regierungsbezirk Darmstadt, Landkreis Gießen, Stadt Grünberg
- ab 1981: Bundesrepublik Deutschland, Hessen, Regierungsbezirk Gießen, Landkreis Gießen, Stadt Grünberg

### Recht

#### Materielles Recht
In Stockhausen galt der Stadt- und Amtsbrauch von Grünberg als Partikularrecht. Das Gemeine Recht galt nur, soweit der Amtsbrauch keine Bestimmungen enthielt. Dieses Sonderrecht alten Herkommens behielt seine Geltung auch während der Zugehörigkeit zum Großherzogtum Hessen im 19. Jahrhundert, bis es zum 1. Januar 1900 von dem einheitlich im ganzen Deutschen Reich geltenden Bürgerlichen Gesetzbuch abgelöst wurde.

#### Gerichtsverfassung seit 1803
In der Landgrafschaft Hessen-Darmstadt wurde mit Ausführungsverordnung vom 9. Dezember 1803 das Gerichtswesen neu organisiert. Für die Provinz Oberhessen wurde das „Hofgericht Gießen“ eingerichtet. Es war für normale bürgerliche Streitsachen Gericht der zweiten Instanz, für standesherrliche Familienrechtssachen und Kriminalfälle die erste Instanz. Übergeordnet war das Oberappellationsgericht Darmstadt. Die Rechtsprechung der ersten Instanz wurde durch die Ämter bzw. Standesherren vorgenommen und somit war für Stockhausen das „Amt Grünberg“ zuständig. Mit der Gründung des Großherzogtums Hessen 1806 wurden die Aufgaben der ersten Instanz 1821 im Rahmen der Trennung von Rechtsprechung und Verwaltung auf die neu geschaffenen Landgerichte übertragen. „Landgericht Grünberg“ war daher von 1821 bis 1879 die Bezeichnung für das erstinstanzliche Gericht das für Stockhausen zuständig war.
Anlässlich der Einführung des Gerichtsverfassungsgesetzes mit Wirkung vom 1. Oktober 1879, infolge derer die bisherigen großherzoglichen Landgerichte durch Amtsgerichte an gleicher Stelle ersetzt wurden, während die neu geschaffenen Landgerichte nun als Obergerichte fungierten, kam es zur Umbenennung in „Amtsgericht Grünberg“ und Zuteilung zum Bezirk des Landgerichts Gießen. Am 1. Juli 1968 erfolgte die Auflösung des Amtsgerichts Grünberg; Stockhausen wurde dem Amtsgericht Gießen zugelegt.

## Bevölkerung

### Einwohnerstruktur 2011
Nach den Erhebungen des Zensus 2011 lebten am Stichtag dem 9. Mai 2011 in Stockhausen 306 Einwohner. Darunter waren 6 (2,0 %) Ausländer.
Nach dem Lebensalter waren 54 Einwohner unter 18 Jahren, 129 zwischen 18 und 49, 72 zwischen 50 und 64 und 48 Einwohner waren älter. Die Einwohner lebten in 129 Haushalten. Davon waren 42 Singlehaushalte, 33 Paare ohne Kinder und 39 Paare mit Kindern, sowie 12 Alleinerziehende und 3 Wohngemeinschaften. In 24 Haushalten lebten ausschließlich Senioren und in 90 Haushaltungen lebten keine Senioren.

### Einwohnerentwicklung
| Quelle: Historisches Ortslexikon |                                                              |
| • 1577:                          | 009 Hausgesesse                                              |
| • 1630:                          | 008 zweispännige, 2 einspännige Ackerleute                   |
| • 1669:                          | 044 Seelen                                                   |
| • 1742:                          | 029 Untertanen, 11 Junge Mannschaften, keine Beisassen/Juden |
| • 1806:                          | 166 Einwohner, 28 Häuser                                     |
| • 1829:                          | 207 Einwohner, 36 Häuser                                     |
| • 1867:                          | 166 Einwohner, 32 bewohnte Gebäude                           |
| • 1875:                          | 174 Einwohner, 34 bewohnte Gebäude                           |

| Stockhausen: Einwohnerzahlen von 1791 bis 2020 | Stockhausen: Einwohnerzahlen von 1791 bis 2020 | Stockhausen: Einwohnerzahlen von 1791 bis 2020 | Stockhausen: Einwohnerzahlen von 1791 bis 2020 | Stockhausen: Einwohnerzahlen von 1791 bis 2020 |
| --- | ---------------------------------------------- | ---------------------------------------------- | ---------------------------------------------- | ---------------------------------------------- |
| Jahr |                                                |                                                |                                                | Einwohner                                      |
| 1791 | 1791                                           |                                                | 128                                            | 128                                            |
| 1800 | 1800                                           |                                                | 149                                            | 149                                            |
| 1806 | 1806                                           |                                                | 166                                            | 166                                            |
| 1829 | 1829                                           |                                                | 207                                            | 207                                            |
| 1834 | 1834                                           |                                                | 215                                            | 215                                            |
| 1840 | 1840                                           |                                                | 217                                            | 217                                            |
| 1846 | 1846                                           |                                                | 205                                            | 205                                            |
| 1852 | 1852                                           |                                                | 212                                            | 212                                            |
| 1858 | 1858                                           |                                                | 222                                            | 222                                            |
| 1864 | 1864                                           |                                                | 188                                            | 188                                            |
| 1871 | 1871                                           |                                                | 188                                            | 188                                            |
| 1875 | 1875                                           |                                                | 174                                            | 174                                            |
| 1885 | 1885                                           |                                                | 158                                            | 158                                            |
| 1895 | 1895                                           |                                                | 133                                            | 133                                            |
| 1905 | 1905                                           |                                                | 148                                            | 148                                            |
| 1910 | 1910                                           |                                                | 135                                            | 135                                            |
| 1925 | 1925                                           |                                                | 142                                            | 142                                            |
| 1939 | 1939                                           |                                                | 193                                            | 193                                            |
| 1946 | 1946                                           |                                                | 281                                            | 281                                            |
| 1950 | 1950                                           |                                                | 289                                            | 289                                            |
| 1956 | 1956                                           |                                                | 224                                            | 224                                            |
| 1961 | 1961                                           |                                                | 245                                            | 245                                            |
| 1967 | 1967                                           |                                                | 257                                            | 257                                            |
| 1970 | 1970                                           |                                                | 246                                            | 246                                            |
| 1980 | 1980                                           |                                                | ?                                              | ?                                              |
| 1987 | 1987                                           |                                                | 264                                            | 264                                            |
| 2003 | 2003                                           |                                                | 328                                            | 328                                            |
| 2011 | 2011                                           |                                                | 306                                            | 306                                            |
| 2016 | 2016                                           |                                                | 322                                            | 322                                            |
| 2020 | 2020                                           |                                                | 322                                            | 322                                            |
| Datenquelle: Historisches Gemeindeverzeichnis für Hessen: Die Bevölkerung der Gemeinden 1834 bis 1967. Wiesbaden: Hessisches Statistisches Landesamt, 1968. Weitere Quellen: LAGIS; Ab 1970: Stadt Grünberg:; Zensus 2011 |                                                |                                                |                                                |                                                |

### Historische Religionszugehörigkeit
| • 1830: | 206 evangelische, ein katholischer Einwohner                      |
| • 1961: | 224 evangelische (= 91,43 %), 21 katholische (= 8,57 %) Einwohner |

### Historische Erwerbstätigkeit
| • 1961: | Erwerbspersonen: 75 Land- und Forstwirtschaft, 40 Prod. Gewerbe, 11 Handel, Verkehr und Nachrichtenübermittlung, 15 Dienstleistungen und Sonstiges |

## Politik
Für den Stadtteil Stockhausen besteht ein Ortsbezirk (Gebiete der ehemaligen Gemeinde Stockhausen) mit Ortsbeirat und Ortsvorsteher nach der Hessischen Gemeindeordnung.
Der Ortsbeirat besteht aus fünf Mitgliedern. Bei den Kommunalwahlen in Hessen 2021 betrug die Wahlbeteiligung zum Ortsbeirat 67,74 %. Alle Kandidaten gehörten der Liste „Dorfgemeinschaft Stockhausen“ an. Der Ortsbeirat wählte Kai-Albrecht Jochim zum Ortsvorsteher.

## Vereine
Mehrere Vereine wirken am kulturellen Dorfleben mit:
- Freiwillige Feuerwehr Stockhausen
- Gesangverein „Liederkranz“ Stockhausen
- Gymnastikgruppe Stockhausen
- Jägervereinigung Oberhessen e. V.
- Jugendclub Stockhausen
- Kulturgruppe Stockhausen
- Schützenverein Stockhausen
- Theatergruppe Stockhausen